# 350
350 (CCCL) fue un año común comenzado en lunes del calendario juliano, en vigor en aquella fecha.
En el Imperio romano, el año fue nombrado como el del consulado de Sergio y Nigriniano, o menos comúnmente, como el 1103 Ab urbe condita, adquiriendo su denominación como 350 a principios de la Edad Media, al establecerse el anno Domini.
Es el año 350 del primer milenio, el año 50 del siglo IV y el primer año de la década de 350.

## Acontecimientos

### América
- Primera colonización humana de Barbados a partir de emigrantes llegados del río Orinoco.

### Imperio romano
- Magnencio usurpa el trono del emperador romano Constancio II.
- Hispania romana: Parte de la provincia se decanta por el usurpador Magnencio.[1]
- El misionero Ulfilas, de la secta de los arrianos, traduce gran parte de la Biblia al idioma de los godos, creando así la base del idioma alemán.[2]

### Asia
- Los hunos/xiongnu invaden Persia por primera vez.
- El rey Ezana de Aksum conquista la ciudad de Meroe, desde el siglo V a. C. una de las más desarrolladas del África subsahariana, y se apodera de la Ruta del Incienso, que conduce de la península arábiga al Mediterráneo.[2]

## Nacimientos
- Plutarco de Atenas, filósofo griego

## Fallecimientos
- enero, Constante, emperador romano
- 30 de junio, Nepociano, usurpador romano
- Papa Julio I, asesinado
- San Nicolás de Bari
- Shi Jian, emperador chino.